# Senato del Maine
Il Senato del Maine è la camera alta della Legislatura statale del Maine. Essa si riunisce, insieme al Camera dei Rappresentanti, nel Campidoglio dello Stato del Maine. 
È composto da 35 membri, ognuno dei quali viene eletto ogni due anni. I senatori non sono soggetti a un numero di mandati.